# マーガレット・カーネギー・ミラー
マーガレット・カーネギー・ミラー（Margaret Carnegie Miller、1897年3月30日 - 1990年4月11日）は、実業家・慈善家のアンドリュー・カーネギーの唯一の子供であり、カーネギーの財産の相続人である。
ニューヨーク市マンハッタンで1897年3月30日に生まれた。母はルイーズ・ホイットフィールド・カーネギーである。マーガレットが生まれた時、父は60歳、母は40歳だった。マーガレットという名前は、祖母（アンドリューの母）に因んだものである。
1919年4月22日、マーガレットはロズウェル・ミラー・ジュニア（Roswell Miller Jr., 1894-1983）と結婚した。結婚式はニューヨーク市のカーネギーの自宅で行われ、マーガレットと母が所属するブリック長老派教会のウィリアム・ピアソン・メリル牧師と、父が所属するマディソン街長老派教会のヘンリー・スローン・コフィン牧師が司式した。その4か月後の8月11日に父が亡くなった。
ロズウェルとの間にはルイーズ、ロズウェル3世、バーバラ、マーガレットの4人の子供が生まれた。
ロズウェルとは1953年に離婚した。その際、アトランティック・ビーチの別荘はロズウェルに譲渡された。
マーガレットは、父が1911年に設立したニューヨーク・カーネギー財団の評議員を1934年から1973年まで務め、その後は終身名誉評議員となった。
マーガレットは、1990年4月11日にコネチカット州フェアフィールドの自宅において93歳で亡くなった。